# Denmark Open 1948
Die Denmark Open 1948 im Badminton fanden in Kopenhagen statt.

## Finalergebnisse
| Disziplin    | Sieger                        | Finalist                       | Ergebnis          |
| ------------ | ----------------------------- | ------------------------------ | ----------------- |
| Herreneinzel | Jørn Skaarup                  | Mogens Felsby                  | 15–7, 15–13       |
| Dameneinzel  | Tonny Ahm                     | Kirsten Thorndahl              | 11–12, 11–5, 11–3 |
| Herrendoppel | Børge Frederiksen Tage Madsen | Jørn Skaarup Preben Dabelsteen | 7–15, 15–13, 15–9 |
| Damendoppel  | Tonny Ahm Kirsten Thorndahl   | Betty Uber Queenie Allen       | 15–4, 15–11       |
| Mixed        | Tage Madsen Kirsten Thorndahl | Jørn Skaarup Tonny Ahm         | 18–13, 8–15, 15–7 |